# Ghanese luchtmacht
De Ghanese luchtmacht is de luchtmacht van het West-Afrikaanse land Ghana en heeft tot taak het beveiligen van het Ghanese luchtruim, het ondersteunen van het leger middels luchtsteun en -transport en het vervoer van overheidsfunctionarissen waaronder de president.

## Geschiedenis

Roundel van de Ghanese luchtmacht

De luchtmacht van Ghana werd in 1959 door het parlement opgericht met Indiase en Israëlische ondersteuning. In de hoofdstad Accra werd een hoofdkwartier opgericht onder leiding van een Indisch officier. De Britse luchtmacht begon in 1960 de Ghanese officieren op te leiden. In 1961 werden ze daarin bijgestaan door de voormalige Canadese luchtmacht. In september dat jaar werd de Britse commandant van de Ghanese luchtmacht vervangen door een Ghanese stafchef.
Ghana had destijds de eerste en grootste luchtmacht ten zuiden van de Sahara. Ze werd uitgerust met De Havilland Canada DHC-1, DHC-2, DHC-3 en DHC-4's en er werd een DH.125-straalvliegtuig gekocht voor president Kwame Nkrumah. Ook werden helikopters en Aermacchi MB-326-straaljagers gekocht.
In 1962 zette Hanna Reitsch — ooit persoonlijk pilote van Adolf Hitler — de nationale zweefvliegschool op. Van 1962 tot 1966 was zij ook de persoonlijke pilote van de president.
In 1967 ondersteunde een detachement van de luchtmacht Congo tegen activiteiten van huurlingen in de Congolese provincie Katanga.
In de jaren 1990 dekte en ondersteunde ze de Afrikaanse ECOMOG-troepen bij diens operaties in Liberia en Sierra Leone.
In eigen land transporteerde de luchtmacht noodhulp bij rampsituaties, zoals bij overstromingen in 1968 en 1996. Tussen 1990 en 2000 voerde de luchtmacht ook binnenlandse vluchten uit nadat de nationale luchtvaartmaatschappij deze had opgeheven. Voorts voert de luchtmacht medische evacuaties uit, inspecteert ze het elektriciteitsnet, doet ze luchtverkenningen en zorgt voor luchttransport.

## Luchtmachtbases
AccraHoofdkwartier.
AccraTransport.
TamaleGevecht, opleiding.
TakoradiOpleiding.

## Inventaris
| Toestel      | Versie(s)            | Afbeelding  | # (or.)      | Rol               | Herkomst         |             |
| Vliegtuigen  | Vliegtuigen          | Vliegtuigen | Vliegtuigen  | Vliegtuigen       | Vliegtuigen      | Vliegtuigen |
| ------------ | -------------------- | ----------- | ------------ | ----------------- | ---------------- | ----------- |
| EMB-314      |                      |             | 9 besteld    | Aanvalsvliegtuig  | Brazilië         |             |
| Diamond DA42 | MPP                  |             | 2            | Verkenning        | Oostenrijk       |             |
| Diamond DA42 |                      | 1           | Lesvliegtuig |                   | Oostenrijk       |             |
| CASA C295    |                      |             | 2            | Transport         | Spanje           |             |
| Hongdu K-8   |                      |             | 4            | Lesvliegtuig      | China            |             |
| L-39         | NG                   |             | 6 besteld    | Lesvliegtuig      | Tsjechië         |             |
| Helikopters  |                      |             |              |                   |                  |             |
| Bell 412     | 412SP                |             | 1            | Varia             | Verenigde Staten |             |
| Mi-17/171    | - Mi-17V5 - Mi-171Sh |             | 6            | Transport         | Sovjet-Unie      |             |
| Harbin Z-9   |                      |             | 4            | Varia             | China            |             |
| Mi-24        | Mi-35                |             | 1 besteld    | Aanvalshelikopter | Sovjet-Unie      |             |

Een groot aantal toestellen staat aan de grond bij gebrek aan reserve-onderdelen.
Slechts vijf zouden vliegwaardig zijn.